# Mauro Gavotto
Mauro Gavotto, né le 16 avril 1979 à Coni en Italie, est un joueur italien de volley-ball. Il mesure 2,02 m et joue attaquant. Il totalise 71 sélections en équipe d'Italie.

## Clubs
| Club                       | De        | À         |
| -------------------------- | --------- | --------- |
| Piemonte Volley            | 1998-1999 | 1999-2000 |
| ASD Pallavolo Turin        | 2000-2001 | 2000-2001 |
| Pallavolo Piacenza         | 2001-2002 | 2002-2003 |
| ASD 4 Torri Ferrare Volley | 2003-2004 | 2003-2004 |
| Gabeca Pallavolo Spa       | 2004-2005 | 2011-2012 |
| Blu Volley Vérone          | 2012-2013 | 2012-2013 |
| Blu Volley Vérone          | 2013-2014 | ...       |

## Palmarès
- Championnat du monde des moins de 19 ans (1)
  - Vainqueur : 1997
- Coupe des Coupes
  - Finaliste : 1999
- Coupe d'Italie (1)
  - Vainqueur : 1999
- Supercoupe d'Italie (1)
  - Vainqueur : 1999